# 瑪丹娜 (瑪丹娜專輯)
《瑪丹娜》是美國女歌手麥當娜的首張同名專輯，1983年7月27日由華納兄弟唱片公司旗下子公司Sire Records發行。隨後於1985年，專輯以全新的包裝和設計在歐洲重新發行，名為《Madonna: The First Album》。2001年，華納兄弟唱片發行此專輯的重新灌錄版本，增加收錄〈燃燒〉（Burning Up）和〈幸運之星〉的混音版本。
1980年代初，麥當娜在紐約市中心建立自己歌手的形象，她曾與唱片公司總裁Seymour Stein會面。在聆聽她的歌曲〈Everybody〉後，他正式簽署麥當娜為旗下藝人。單曲的成功令Sire同意與麥當娜再簽訂一張專輯合約。麥當娜原先與華納兄弟音樂創作人Reggie Lucas合作製作專輯，但她並不太滿意他所完成的曲目，表示不認同Lucas的製作技術，因此她嘗試找其他人幫助。麥當娜邀請她當時的男朋友John "Jellybean" Benitez幫助完成她的專輯。Benitez協助重新製作曲目並製作出了〈Holiday〉。
專輯是由上拍的迪斯科音樂組成，並利用當時新穎的製作技術，例如Linn drum機器、Moog貝斯和OB-X 合成器，有不搭調的感覺。麥當娜以一個明亮、小女孩的聲音演唱專輯的曲目，曲目主要談及愛的關係。現代評論家對專輯表示讚揚，但在1983年剛發行的時候就遭到當時評論家的唾棄。2008年，《娛樂周刊》（Entertainment Weekly）將專輯評為「過去25年中第五最佳專輯」。專輯在多國的專輯榜均有良好的表現，在美國告示牌二百強專輯榜中獲得第8名，並且在澳洲、法國、荷蘭、紐西蘭、瑞典和英國的專輯榜上有前十名的成績。專輯被美國唱片業協會（RIAA）認證為五重白金專輯，一共有500萬份貨運至美國。專輯於全球一共賣出了超過1000萬張。

## 背景

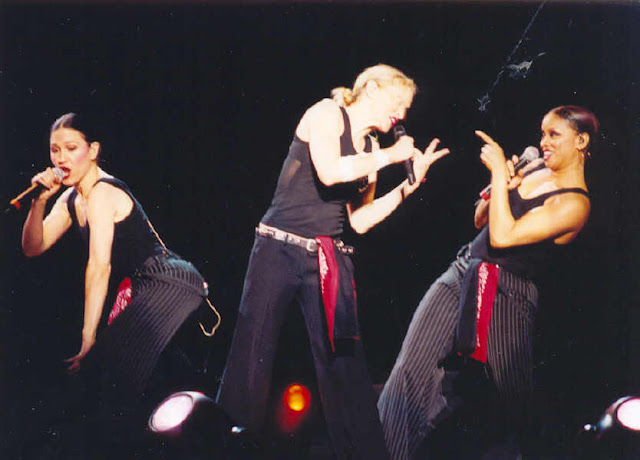
麥當娜於2001年的巡迴演唱會《Drowned World Tour》上表演單曲〈Holiday〉

1979年，麥當娜試圖在紐約開始建立她的音樂事業。 她與她當時的男朋友Steve Bray組成樂隊早餐俱樂部，她在其中負責打鼓，演奏一些重搖滾音樂。他們與唱片公司Gotham Records簽約，並改變音樂路線。 他們希望可以演奏放克音樂，但唱片公司並不太認同他們的音樂才能，最終不再與他們續約。麥當娜和Bray隨後亦離開了樂隊。 與此同時，麥當娜自己撰寫了一些歌曲，並粗糙錄製了〈Everybody〉、〈Ain't No Big Deal〉及〈Burning Up〉三首樣本唱片。她亦同時經常出入於紐約的俱樂部Danceteria，麥當娜就是在這裡遊說DJMark Kamins播放〈Everybody〉。 因舞廳群眾很喜歡這首歌，Kamins決定為麥當娜爭取一份唱片合約，以製作該首單曲。 他帶著麥當娜與唱片公司小島唱片的老闆Chris Blackwell見面，但Blackwell拒絕簽下麥當娜。他們最終尋求Sire Records與麥當娜簽署。 Sire藝人及劇目部門的員工Michael Rosenblatt，為麥當娜寫的每一首歌支付5,000美元鼓勵費及10,000美元的稅。
Sire的總裁Seymour Stein當時於Lenox Hill的其中一間醫院，他在聆聽〈Everybody〉後留下很深的印象，於是他同意與麥當娜簽署合約，為她發行兩首12"單曲。 Mark Kamins基於Steve Bray為〈Everybody〉創作的曲目，於紐約Blank Tapes Studios製作了單曲的12吋版本。 這首新的曲目長度為5:56；單曲的另外一面為其dub版本，長度為9:23。麥當娜和Kamins自付了製作曲目的費用。 Mark Kamins的朋友Arthur Baker，引領他作為一個音樂製作人的角色，並為他邀請了音樂人Fred Zarr協助彈奏鋼琴。 Zarr隨後成為專輯的主要製作人員，參與了每首曲目的製作。因預算不足，而麥當娜不能理解Kamins的製作方向，再加上他本身的領導能力亦充滿疑問，令錄音過程變得非常困難。Rosenblatt希望發行〈Everybody〉時在唱片另外一面收錄〈Ain't No Big Deal〉，但在聆聽〈Ain't No Big Deal〉後改變主意，改令黑膠唱片的兩面均只收錄〈Everybody〉。 單曲在1982年10月發行，並為美國的一首舞蹈熱曲。這令Sire決定再與麥當娜簽署合約，再發行一張密紋唱片及兩首單曲。

## 錄製過程
當麥當娜開始準備錄製專輯的時候，她選擇不與Kamins或是Bray合作，但挑選了華納兄弟音樂製作人Reggie Lucas。Bray打算引領她走流行音樂路線，並與她錄製了〈Burning Up〉。 但是，麥當娜還是沒有足夠曲目去組成一張完整的專輯。當時完成的歌曲只有：〈Lucky Star〉、〈Ain't No Big Deal〉的新版本、〈Think of Me〉和〈I Know It〉。Lucas於是再創作兩首歌：〈Physical Attraction〉和〈Borderline〉。 Lucas所完成的曲目均與其Demo版本有很大差異。其中一個例子是〈Lucky Star〉。Kamins本來答應麥當娜會在俱樂部Danceteria播放該歌曲。 但是，歌曲最終只是直接收錄在麥當娜的專輯裏，她打算把專輯命名為《Lucky Star》。 她認為專輯開頭以〈Borderline〉承繼〈Lucky Star〉，會是專輯完美的開頭。 
在錄製期間，麥當娜和Lucas產生一些爭執。麥當娜並不太滿意Lucas製作的曲目。據她表示，Lucas用了大量樂器製作伴奏，但卻沒有反映出她歌曲的意思。 兩人於是在完成專輯後爭吵。Lucas在沒有照顧麥當娜對其歌曲的要求下，離開錄製專輯的計劃。麥當娜於是請求Funhouse迪斯科DJ John "Jellybean" Benitez，協助她重新把曲目混音。 與此同時，因一些利益上的問題，Bray向一間唱片公司的某旗下藝人賣出了〈Ain't No Big Deal〉，令其不能收錄在麥當娜的專輯。 Benitez帶來了一首新歌曲，它是由來自流行音樂組合Pure Energy的Curtis Hudson和Lisa Stevens撰寫的， 名為〈Holiday〉，它是Phyllis Hyman和組合The Supremes的Mary Wilson未採納歌曲。 Jellybean和麥當娜發送Demo至他們的朋友Fred Zarr，希望他以合成器製作歌曲。 麥當娜為歌曲錄音後，Benitez花了四天時間，希望在1983年4月的遞交限期前儘量提高歌曲的商業價值。 專輯將至完成時，麥當娜和Benitez於曼克頓的Sigma Sound錄音室與Fred Zarr見面，Zarr為曲目的尾部再加上鋼琴的聲音。

## 作曲
據Allmusic，專輯基本上是受流行舞蹈、後迪斯（post-disco）及流行搖滾音樂的啓發。 《Madonna》是由上拍的迪斯科音樂組成，並利用了當時新的製作技術，例如Linn drum機器、Moog貝斯和OB-X 合成器，有不搭調的感覺。這些設備已經過時，導致專輯聽上來挺刺耳， 麥當娜評論她的首張專輯指：“我覺得這些曲目聽上來很弱，在錄製過程中我去了英國，沒有監視錄製過程……我無法控制大局。我未意識到在我完成我的首張專輯前，我離開唱片製作事務是件多麼的殘酷的事。我真希望我能夠再製作多一些不同類型的曲目。” 專輯由〈Lucky Star〉開頭，它是一首中拍的舞曲，由閃爍聲奏起前奏，再由電子鼓和拍手聲形成主節奏。 吉他演奏著一個高音的即興段，而貝斯的聲音伴隨著吉他的聲音。 歌曲在到達副歌部份前，不斷重複字句「Starlight, starbright」(星星的光芒，在閃耀中)。據作者Rikky Rooksby，歌曲的歌詞比較重複和空洞，主要是圍繞聽得見的星星，和天空上彷如擁有天堂身材（heavenly body）的男性。 〈Borderline〉是首傷感的曲目，訴說一段不可實現的愛情。 根據書本《Madonna's Drowned Worlds》的作者Santiago Fouz-Hernández稱，曲目的歌詞「Something in the way you love me won't let me be」(有種感覺讓我感到你愛我，但你不讓我愛你)及「I don't want to be your prisoner so baby won't you set me free」(我不想成為你的囚犯，爲什麽你不把我釋放出去)等描寫了對大男人主義的反抗。 麥當娜在由Lucas製作的背景音樂下，以一種纖弱及訴說的語氣來唱這首歌。 歌曲以鋼琴和Fred Zarr製作的抓耳旋律作前奏。 而貝斯手Anthony Jackson則把Dean Gant製作的低音疊加起來，令歌曲聽上來更有質感。 歌曲的和弦受1970年代費城迪斯科和艾爾頓·約翰（Elton John）的音樂風格啓發。 而它的和弦組合引用了歌手Bachman–Turner Overdrive的歌曲〈You Ain't Seen Nothing Yet〉；歌曲的音段顯示出麥當娜的經典音樂風格。
第三首曲目〈Burning Up〉有個較刻板的作曲，音樂其由貝斯、單人吉他及Linn drum機器合奏組成。 歌曲的鼓聲令人聯想起菲爾·柯林斯（Phil Collins）的作品。 它採用了電子吉他及當時最先進的合成器來制作曲目。 副歌部份包含三句重複的句子，而橋段部份（bridge）有很多雙關語句；歌詞描述麥當娜想為她的愛人做些事，並表達出她是一個個人主義和無悔的人。 下一首〈I Know It〉恢復比較平和的聲調，包含了鋼琴、色士風的音樂。在曲中亦有另類的音樂變化。 〈Holiday〉採用四度模進風格，並利用以Oberheim DMX製作的吉他、電子鼓、拍手聲音，來合成弦樂。麥當娜當中演奏牛鈴。 副歌為過渡段。 曲目尾部有一個弦樂的變化，可以聽到鋼琴的獨奏。歌詞指出全世界的所有人都應該過一個假日。 在〈Think of Me〉，麥當娜警告她錯事累累的愛人，要是對她不理不睬，她會斷絕這段關係。拍子由Linn drum機器和色士風合成。〈Physical Attraction〉是首中拍的曲目，有貝斯、吉他和銅管樂器的音樂。麥當娜以一種尖銳的聲音唱這首歌，描述有一個男孩吸引了她。 專輯最後一首歌為〈Everybody〉，前奏擁有著濃烈的音樂合成味道，麥當娜以口述作為引入，當中表現出很大的吸氣聲。 歌曲表示出泡泡糖的流行音樂風格，而她的聲部運用了重疊的技術。

## 評價
| 評論得分         | 評論得分 |
| 來源             | 評分     |
| ---------------- | -------- |
| About.com        | 正面     |
| Allmusic         | [ 14 ]   |
| 告示牌           | 正面     |
| 娛樂周刊         | A        |
| Q                | [ 25 ]   |
| Robert Christgau | (A–)     |
| 滾石雜誌         | [ 27 ]   |
| 滾石雜誌（1983） | [ 28 ]   |
| Slant Magazine   | [ 18 ]   |

About.com的Bill Lamb評論專輯時指「麥當娜的專輯是現在最先進的舞蹈音樂專輯，收集了很多舞蹈熱曲如〈Holiday〉、〈Lucky Star〉和〈Borderline〉。動聽不已的Hook再加上閃閃發光的節奏、拍子，令這張專輯成為80年代初其中一張代表專輯。」 Allmusic的Stephen Thomas Erlewine評論道：「（麥當娜的）首張專輯不只是好這麼簡單，它還為接下來20年的流行舞蹈音樂設下了範本。爲什麽它是呢？麥當娜的歌聲並不是特別的強悍；而這些朗朗上口的歌曲，單一播放絕對吸引不了你——不過如果將它們集合起來播放，你就真的不想不聽下去。」 當評論2001年重新灌錄的專輯版本時，雜誌《告示牌》的Michael Paoletta表示「《Madonna》雖然已經發行了差不多20年，但歌曲〈Holiday〉、〈Physical Attraction〉、〈Borderline〉及〈Lucky Star〉仍然動聽不已。」

《娛樂周刊》（Entertainment Weekly）的Jim Farber將專輯評分為A，指「若（麥當娜）無法（在專輯的曲目裏）把將俱樂部節拍融入流行音樂的能力展露出來，這只會是一張毫無特別的後迪斯科專輯。」 2008年7月，該雜誌將專輯評為“過去25年中最佳專輯第五位”。《Q》雜誌的Jonathan Ross表示“〈Borderline〉是首甜美的歌曲，而〈Holiday〉則是80年代初的典型舞蹈熱曲，它加插了鋼琴聲……它們仍然令人聽得不亦樂乎。」 Robert Christgau對專輯評級為A-，表示「若你已經買了這張專輯的話，迪斯科仍然存在這個世界上——只要這個世界上還有瘋狂的人認為這是值得的。這個金髮而又厚臉皮的女人就是其中一位代表人物，她還詭詐地選擇了很好的音樂製作人、混音製作人、DJ來幫助她製作專輯的歌曲。藉此，她就以一種厚臉皮的聲音登上流行音樂舞台。」 《滾石雜誌》的Don Shewey評論指“在不超越還是非主流的放克音樂下，麥當娜在專輯邀請了我們跳舞。” 該雜誌亦將專輯評為“80年代中最佳100專輯”的第50位。 Slant Magazine的Sal Cinquemani表示“這張首張專輯（《Madonna》）引領著搖滾舞蹈音樂的演變，它到現在已經差不多發行了20年，但聽上來仍然非常新穎。”  2012年，該雜誌把專輯評為“1980年代最佳專輯第33位”。

## 商業表現

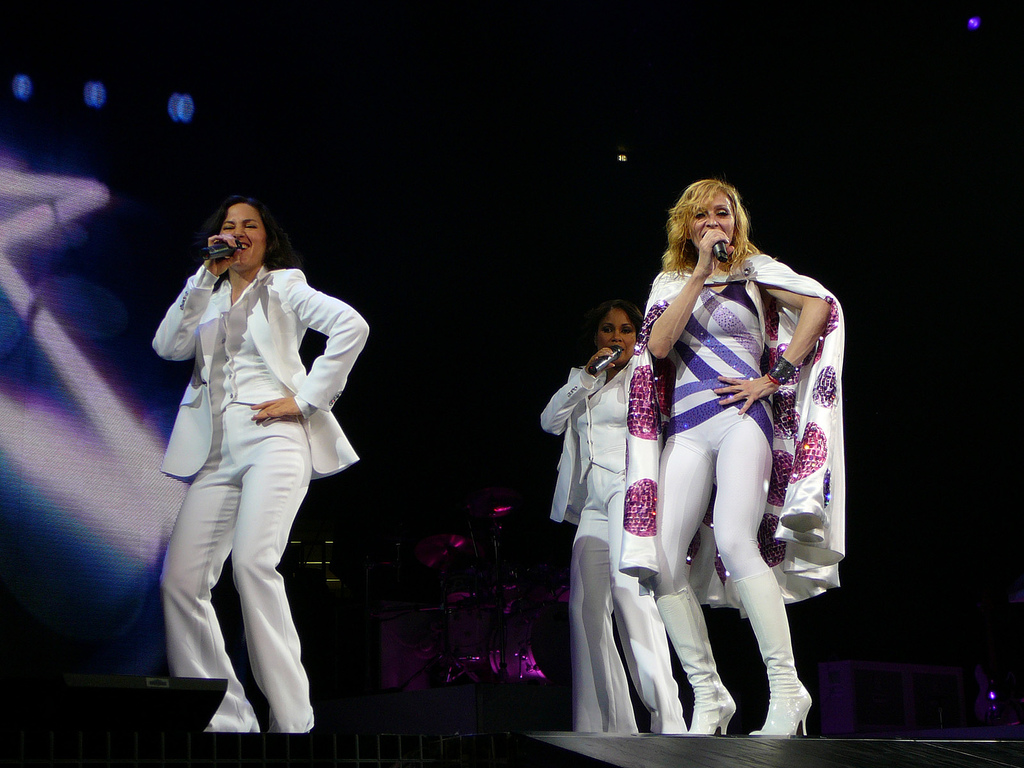
麥當娜在2006年的巡迴演唱會《Confessions Tour》表演歌曲〈Lucky Star〉。

專輯於1983年7月27日在美國發行。它於1983年11月5日登上美國告示牌二百強專輯榜，排名第123位。 專輯的排名緩慢平穩地上升，最終於1984年10月20日排名第8。這與專輯發行的時間差逾一年。 它亦在R&B/嘻哈專輯榜排名第20位。 在一年間，專輯於美國一共賣出了280萬張。 在美國年終專輯榜中，專輯在1984年的排名第7位，並在1985年的排名第25位。麥當娜亦被評為1985年最佳流行藝人。 專輯發行17年後，憑擁有500萬美國貨運量，被美國唱片業協會 (RIAA)認證為五重白金專輯。 在機構Nielsen SoundScan於1991年建立後，專輯在該年後的銷售統計為45萬張。
專輯於1984年3月10日在加拿大發行，在RPM專輯榜上空降第87位。 六星期後，專輯取得其榜上最高排名第57位。 它於1984年8月4日再度上榜，排名第95位。 二十九個星期後，它獲得最終最高排名第16位。 專輯在該榜停留了47個星期並被其雜誌RPM在1984年最佳百強專輯榜中排名第50位。
在英國，專輯初次於1984年2月11日發行，在英國專輯排行榜中獲得第37名，並在榜上停留了20星期。 1985年7月，專輯重新在英國發行，名為《Madonna: The First Album》，它登上了第14位並停留在榜上達八十個星期。 在重新發行的六個月後，專輯憑在英國的30萬客運量被英國唱片業協會 (BPI)認證為白金專輯。 在澳洲，專輯在Kent專輯榜上獲得第10名，並被認證為三重白金專輯。 專輯亦在瑞典、荷蘭、法國及新西蘭專輯榜上獲得首十的成績。在法國及新西蘭，專輯均被認證為白金專輯。 它亦為香港白金專輯、德國金專輯及西班牙金專輯。 在統計中，專輯一共在全球賣出了1000萬張。

## 單曲
麥當娜一共從專輯發行了5首單曲，當中有兩首單曲在專輯發行前發行。〈Everybody〉發行於1982年10月6日，是專輯的第一支主打單曲，當時麥當娜還沒有開始製作《Madonna》的其餘歌曲。〈Everybody〉是一首充滿R&B風格的歌曲，因麥當娜沒有出現在單曲封面，令她一度被以為是黑人。 麥當娜後來請Sire高層讓她為單曲拍攝音樂錄影帶，此誤解才得以消除。由Ed Steinberg執導，麥當娜以很低的預算，拍攝此音樂錄影帶，內容為麥當娜與她的朋友於俱樂部跳舞。它進一步宣傳單曲以及確定麥當娜藝人的形象。 評論方面，〈Everybody〉並沒獲得高度評價。它亦沒有登上美國告示牌百強單曲榜，只登上了美國舞曲榜。
〈Burning Up〉是專輯的第二支單曲，於1983年3月9日在美國發行，隨後在其他國家以雙重A面格式與〈Physical Attraction〉一同發行。評論方面，雖然它的節拍被讚賞，但評論家認為歌曲過於黑暗和急促。 商業方面，單曲並沒有獲得成功，只登上了美國舞曲榜第三名和澳洲單曲榜的第13名。 其音樂錄影帶中，麥當娜熱情地在空無一物的道路上滾動身體，等待著她的“愛人”駕車過來。錄影帶末段，只有麥當娜自己在駕車，意指麥當娜最終奪回主導權。
在專輯《Madonna》正式發行後，〈Holiday〉以專輯的第三單曲於1983年9月7日發行。這是麥當娜首支單曲能登上Billboard Hot 100前20名。 在外國，單曲亦取得不錯的成績，在歐洲多個國家的單曲榜上獲得首10或首40名。1985年，單曲重新在英國發行，獲得單曲的最佳成績第二位，而第一位是她自己的單曲〈Into the Groove〉。 單曲後來於1991年6月再次重新在英國發行，以宣傳精選專輯《The Immaculate Collection》，單曲亦收錄在EP 《The Holiday Collection》裏，單曲當時獲得了第5名。
〈Lucky Star〉是專輯的第四支單曲，於1983年9月在英國發行。評論家高度讚揚這首歌，指它是上拍舞蹈音樂的開端。 〈Lucky Star〉登上了告示牌百強單曲榜第4位，為她其後連續15首首五美國舞曲的開端。 聯同〈Holiday〉，它是麥當娜第一首美國冠軍舞曲。 其音樂錄影帶中，麥當娜在白色的背景中與她的舞蹈員跳舞。在音樂錄影帶公開後，麥當娜的風格和舉止形成了青少年間的時尚潮流。學者留意到在錄影帶中，麥當娜把自己描繪成自戀和曖昧的人。與歌詞不同，她形容自己是一顆“lucky star”。
〈Borderline〉是專輯的第五支單曲，於1984年2月15日發行。在美國，它早於〈Lucky Star〉發行前已經發行。它得到了第10名，是麥當娜第一首美國首十單曲。這首歌在Billboard Hot 100榜上一共停留了30週，是瑪丹娜所有單曲當中停留在榜上最久的兩首之一，另外一首則是1994年的〈Take A Bow〉。單曲在多個歐洲國家的單曲榜也得到了前20名。在愛爾蘭，單曲登頂了其單曲榜。 評論家讚賞歌曲，指這首《Madonna》中最複雜的歌曲有美妙的流行舞蹈音樂風格。2009年，歌曲被Blender雜誌獲評為“你出生以來最佳500歌曲”（"The 500 Greatest Songs Since You Were Born"）第84位。 其音樂錄影帶中，麥當娜與一拉丁男人拍拖。她曾經被英國的攝影師吸引，但隨後回到她男朋友身邊。錄影帶因帶有權力主義的成份而引起學術界的注意。

## 宣傳
麥當娜為宣傳專輯，在1983-84年間在紐約市、倫敦的俱樂部如Danceteria及KOKO，舉行了一系列的小型演出。麥當娜亦有在美國和英國的電視節目上表演，如American Bandstand和Top of the Pops。 在American Bandstand上，麥當娜表演了〈Holiday〉並告訴訪問者Dick Clark她想“征服全世界”。MTV的John Mitchell表示這場表演是她的“傳奇一刻”。 麥當娜在1985年開展她首次巡迴演唱會《The Virgin Tour》，場次落於北美，表演了專輯的單曲。評論上不受歡迎，但迎來商業上的成功。現代的評論者回顧巡演時指“很明顯地，麥當娜是個真正的明星，並逐步成為流行偶像”。 Shari Benstock和Suzanne Ferriss指麥當娜在“巡演上的衣著和打扮把她打造成流行音樂史上最火的形象”。

### 音樂錄影帶精選集《Madonna》
名為《Madonna》的音樂錄影帶精選集由華納音樂影像及Sire Records發行，以宣傳《Madonna》、《Like a Virgin》及其發行的單曲。這是麥當娜首張音樂錄影帶精選集。它獲得由國際娛樂商人協會(National Association of Recording Merchandisers)頒發的"最暢銷音樂錄影帶"獎項("Best Selling Video Cassete Merchandised as Music Video")。 它亦登上告示牌的音樂盒式錄音帶排行榜的第一位，由1985年4月13日至1985年11月9日期間一直維持在首位。告示牌的Jim McCullaugh指這是因為麥當娜的大熱專輯《Like a Virgin》和巡演「The Virgin Tour」。 《Madonna》是1985年年終音樂盒式錄音帶排行榜的第一名，而麥當娜亦成為了該年的最佳流行藝人。 由華納音樂影像宣傳，精選集被形容展露了'麥當娜的面目'('A Vision of Madonna')，收錄了單曲〈Burning Up〉、〈Borderline〉，以及當時剛發行的單曲〈Like a Virgin〉的音樂錄影帶。除此以外，還有一首附加歌曲，〈Lucky Star〉的延伸舞蹈混音。 在〈Lucky Star〉的錄影帶中，當她說"ooh yeah"的時候，這句話跟隨其播放畫面重複了三次。在〈Like a Virgin〉的錄影帶中，獅子舌頭跟隨歌曲拍子上下移動的畫面被刪去。這些版本隨後亦出現在麥當娜於1990年發行的音樂錄影帶精選集《The Immaculate Collection》中。 精選集《Madonna》在芝加哥的Cabaret Metro俱樂部有進一步的宣傳。名為'The Virgin Party'的派對活動於1985年2月9日在該地舉行，吸引了1200名歌迷參加，派對宣傳了麥當娜的CD、密紋唱片、影片和盒帶。活動鼓勵參加者穿著白色衣服參加派對，他們可以憑五美元入場費，觀看《Madonna》影帶及搶先預覽麥當娜下一首單曲〈Material Girl〉的音樂錄影帶。活動被視為是宣傳購買音樂錄影帶，當時這並沒有很大的市場。

## 影響

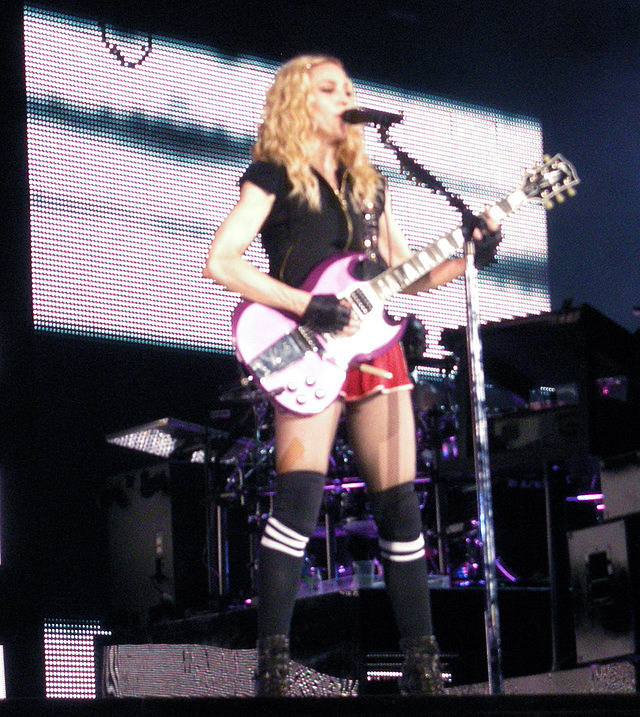
麥當娜在2008年的巡迴演唱會《Sticky & Sweet Tour》上表演歌曲〈Borderline〉。

Stephen Thomas Erlewine指麥當娜在專輯發行後，她就開始了作為迪斯科女歌手的事業生涯，接觸很多女歌手没有碰的的範疇。 據Erlewine指出，80年代初，的士高音樂在流行音樂中被忽略，麥當娜利用她的魅力和她性感、放肆的形象，成功把舞蹈音樂流行於人們間。他亦稱讚專輯是一張“擁有最先進、最流行音樂歌曲的唱片，而它很聰明地從急促的音樂把麥當娜的才能展現出來。它包含的音樂元素，各自都不是很特別——歌曲的編曲和排序都安排得很簡單——但組合起來，就非常好聽了。在專輯裏，麥當娜充滿對音樂的熱誠，這就是爲什麽它成功建立起她的事業，建立起流行舞蹈音樂，并成為了一張非常棒，不會隨時間流逝而過時的專輯，你應該去聽一聽。” Martin Charles Strong是《The Great Rock Discography》的作者，亦表示麥當娜史無前例的舞蹈流行音樂和天真的形象為她的藝人事業定下基礎。 據傳記作者Andrew Morton，專輯的發行讓麥當娜成為家傳戶曉的名字，並宣傳她的明星力量。 《滾石雜誌》（Rolling Stone）寫道：“起初，《Madonna》並無引起熱潮，它發行了一年半後才被認證為金唱片。不過，憑它的音樂風格，及麥當娜的音樂錄影帶，令麥當娜登上這個流行音樂舞臺，並為珍納·積遜（Janet Jackson）和黛比·吉布森（Debbie Gibson）等歌手提供了音樂路線。” 在一次麥當娜與《時代雜誌》（Time）的訪問中，麥當娜指出在推出她的專輯前，與父親的關係不太好。“我的父親從來不認為我留在（紐約）這裡有任何意義，他相信我一定不是正在做什麽好的事。直至到我的專輯推出後，我的父親從電臺聽到了我的歌，就不再問我那些問題。”
音樂評論家Bob Batchelor和Scott Stoddart，在他們的書本《1980年代》（The 1980s）中評論道：“單曲的音樂錄影帶，讓全世界的人都認識麥當娜。”  作者Carol Clerk指〈Burning Up〉、〈Borderline〉和〈Lucky Star〉的音樂錄影帶將把麥當娜塑造成聰明又酷和堅強的有趣女孩。時裝設計師卡爾·拉格斐（Karl Lagerfeld）及克里斯汀·拉克鲁瓦（Christian Lacroix）把麥當娜在音樂錄影帶所穿的衣服展示在柏林時裝周。 Douglas Kellner教授，在他的書本《媒體文化：舊代與現代文化學、身份認同和政治學》（Media Culture: Cultural Studies, Identity, and Politics Between the Modern and the Postmodern）中寫道麥當娜的音樂錄影帶描繪的主題幫助她成為一個明星。 〈Borderline〉的音樂錄影帶被視為打破不同種族拍拖的禁忌，它被認為是麥當娜事業的重要時刻。MTV經常播放此錄影帶，令麥當娜的人氣更為上升。
專輯的發行讓麥當娜登上樂壇舞臺，但她的聲樂能力並未完善。 《Madonna》有幾個特點為麥當娜未來在音樂事業上的風格和成功做了鋪墊，例如以舞蹈主題作為背景音樂、抓耳的Hook、優美的編曲及麥當娜獨特的唱歌風格。歌曲〈Lucky Star〉和〈Borderline〉的上拍舞蹈音樂吸引了不少同性戀聽眾。因明亮、小女孩的聲音已變得過時，麥當娜在後來的音樂作品故意把自己的聲音改變，以迎合最新的音樂潮流。
專輯發行後，麥當娜遭到一些評論家的唾棄。他們說她的聲音就像“米妮老鼠吸入氦氣後說話一樣”(Minnie Mouse on helium)，其他評論家亦批評“麥當娜簡直就是MTV和陰險的媒體人所包裝出來的氮氣玩偶”。 麥當娜表示“在我事業起步時，很多人對我寫了很多狗屁事並說我'只不過是一單贏家(one-hit wonder)，一年後她就會消失得無影無蹤了！'”。 為回應"Minnie Mouse on helium"的評價，麥當娜邀請攝影師Alberto Tolot為她拍攝一系列與巨大米奇老鼠玩偶玩的圖片，她讓米奇老鼠的手伸進她的裙子裏，又以訓誡的眼神望著它。Author Debbi Voller指出“她事業初時就有這麼挑釁的圖片，可能對她造成很大的傷害。不過倒是令那些還想批評她的聲音的人閉嘴。” 二十五年後，麥當娜在搖滾名人堂的入選致辭，感謝那些在她事業起步時對她的批評，“那些說我無天分的人、說我胖的人、說我不能唱歌的人、說我是一單贏家的人，他們推動我做得更好，我很感謝他們對我的反感。”

## 曲目列表及發行格式
| 曲序 | 曲目                  | 词曲                       | 製作人                                       | 时长 |
| ---- | --------------------- | -------------------------- | -------------------------------------------- | ---- |
| 1.   | "Lucky Star"          | Madonna                    | Reggie Lucas John "Jellybean" Benitez (混音) | 5:37 |
| 2.   | "Borderline"          | Lucas                      | Lucas                                        | 5:18 |
| 3.   | "Burning Up"          | Madonna                    | Lucas Benitez (混音)                         | 3:45 |
| 4.   | "I Know It"           | Madonna                    | Lucas                                        | 3:47 |
| 5.   | "Holiday"             | Curtis Hudson Lisa Stevens | Benitez                                      | 6:08 |
| 6.   | "Think of Me"         | Madonna                    | Lucas                                        | 4:54 |
| 7.   | "Physical Attraction" | Lucas                      | Lucas Benitez (混音)                         | 6:39 |
| 8.   | "Everybody"           | Madonna                    | Mark Kamins                                  | 4:57 |

| 2001年重新灌錄版本附加曲目 | 2001年重新灌錄版本附加曲目  | 2001年重新灌錄版本附加曲目 | 2001年重新灌錄版本附加曲目 | 2001年重新灌錄版本附加曲目 |
| 曲序                       | 曲目                        | 词曲                       | 製作人                     | 时长                       |
| -------------------------- | --------------------------- | -------------------------- | -------------------------- | -------------------------- |
| 9.                         | "Burning Up"（12" Version） | Madonna                    | Lucas Benitez (混音)       | 5:59                       |
| 10.                        | "Lucky Star"（"New" Mix）   | Madonna                    | Lucas Benitez (混音)       | 7:15                       |

備註
- 〈Burning Up〉 (Alternate Album Version) – 4:48，收錄在1985年歐洲發行《Madonna: The First Album》的黑膠唱片中。曲目亦是單曲〈Angel〉 (1985)在部份國家發行版本的B面。[89][90]
- 〈Everybody〉在1983年初版的長度為4:57；2001年重新灌錄版本收錄其12"版本，長度為6:02。

### 發行格式
- 密紋唱片、卡式錄音帶、CD、Longbox CD – 收錄8首歌曲，其中〈Everybody〉曲長4:57。[88]
- 密紋唱片 (1985) – 歐洲重新發行版本，重命名為《Madonna: The First Album》。收錄8首歌曲，其中〈Burning Up〉為Alternate Album Version（專輯另一版本），曲長4:48。亦有此版本的限制發行包裝，附送一張無水印封面海報。[91][92]
- Vinyl Picture Disc、卡式錄音帶、CD (1985) – 名為《Madonna: The First Album》，收錄專輯原始8首歌曲。[93] [91]
- CD (2001) – 重新灌錄版本，收錄專輯原始8首歌曲，附贈兩首歌曲：〈Burning Up〉及〈Lucky Star〉的混音，〈Everybody〉曲長6:02。此版本由華納兄弟發行，以取代1985年的重新發行版本，因此專輯在歐洲的名字隨後改正為《Madonna》。[94]
- 電子下載 (2005) – 與2001年重新灌錄版本相同，〈Holiday〉的曲長修剪至3:51。[95]
- 密紋唱片 (2012) – 與歐洲重新發行版本相同，其中〈Everybody〉曲長4:57。此版本由華納兄弟及Rhino Entertainment共同發行。[96]

## 製作人員
| 主要人員 (負責部份) - 麥當娜 – 聲部，伴唱，牛鈴 - Tina B. – 伴唱 - Christine Faith – 伴唱 - Dean Gant – 合成器，鋼琴，電子鋼琴 - Gwen Guthrie – 伴唱 - Curtis Hudson – 結他 - Raymond Hudson – 貝斯 - Anthony Jackson – 電子貝斯 - Bashiri Johnson – 鼓 - Reggie Lucas – 結他 - Bob Malach – 次中音薩克斯風 - Paul Pesco – 結他 - Ira Siegel – 結他 - Ed Walsh – 合成器 - Brenda White – 伴唱 - Norma Jean Wright – 伴唱 - Fred Zarr – 合成器，鋼琴，鼓，電子鋼琴，Moog合成器，Fender Rhodes鋼琴，Moog貝斯 | 音樂製作 - Reggie Lucas – 製作人 - John "Jellybean" Benitez – 製作人 - Jim Dougherty – 錄音師 - Butch Jones – 錄音師 - Bob Blank – 錄音師 - Ted Jenson – 聲音灌錄 設計 - Carin Goldberg – 藝術指導 - Gary Heery – 攝影師 - George Holy – 攝影師 (Madonna – The First Album) 唱片公司 - Sire Records – 唱片公司，美國版權持有人(1983年, 1985年的發行版本) - 華納兄弟唱片公司 – 美國市場營銷策劃，分銷商(所有發行版本)，唱片公司，版權持有人(2001年的發行版本) - 華納國際 – 全球分銷商，全球版權持有人(所有發行版本) |

以上資料刊載於專輯小冊子內。

## 排行榜排名及銷售認證
| 排行榜(1983–84)    | 最高 名次 |
| ------------------ | --------- |
| 澳洲Kent專輯榜     | 10        |
| 奧地利專輯榜       | 15        |
| 加拿大RPM專輯榜    | 16        |
| 荷蘭專輯榜         | 7         |
| 法國專輯榜         | 8         |
| 德國專輯榜         | 28        |
| 日本專輯榜         | 20        |
| 紐西蘭專輯榜       | 6         |
| 瑞典專輯榜         | 2         |
| 英國專輯榜         | 6         |
| 美國Billboard 200  | 8         |
| 美國R&B/嘻哈專輯榜 | 20        |

| 國家   | 銷售認證 |
| ------ | -------- |
| 澳洲   | 3×白金   |
| 法國   | 白金     |
| 德國   | 金       |
| 香港   | 白金     |
| 紐西蘭 | 白金     |
| 西班牙 | 金       |
| 英國   | 白金     |
| 美國   | 5×白金   |

### 單曲
| 1982                                       | "Everybody"  | —  | 3 | —  | —  | —  | —  | —  | —  | —  | —                     |
| 1983                                       | "Burning Up" | —  | 3 | 13 | —  | —  | —  | —  | —  | —  | —                     |
| 1983                                       | "Holiday"    | 16 | 1 | 4  | 32 | 9  | 26 | 11 | 18 | 2  | - 英國: 金            |
| 1983                                       | "Lucky Star" | 4  | 1 | 36 | 8  | —  | —  | —  | —  | 14 | —                     |
| 1984                                       | "Borderline" | 10 | 4 | 12 | 25 | 36 | —  | 2  | 23 | 2  | - 美國: 金 - 英國: 金 |
| "—" 指該單曲落榜，或者並沒有在該地區發行。 |              |    |   |    |    |    |    |    |    |    |                       |

備註
- 〈Everybody〉因排名107而沒有進入美國告示牌百強單曲榜。[10]
- 〈Burning Up〉以雙重A面(double A-side)格式聯同〈Physical Attraction〉登上美國舞曲榜(Hot Dance Club Play chart)。.[106]
- 〈Holiday〉一共在英國發行了三次：第一次於1984年1月14日—獲得第六名；第二次於1985年7月30日重新發行—獲得第二名；第三次於1991年6月4日以EP(《The Holiday Collection》)形式重新發行—獲得第五名。[46]
- 〈Lucky Star〉第一次於1983年9月發行時在英國單曲榜獲得第171名，但在1984年3月的重新發行後獲得第14名。另外，它亦以雙重A面(double A-side)格式聯同〈Holiday〉登上美國舞曲榜。[9]
- 〈Borderline〉第一次在英國發行獲得了第56名，後來於1986年1月的重新發行獲得了第2名。[46]

## 引用出處
1. 1 2 3 4  Rooksby 2004，第4頁
2. ↑  Cross 2007，第27頁
3. ↑  Morton 2002，第142頁
4. 1 2 3  Rooksby 2004，第5頁
5. 1 2 3 4 5 6  Cross 2007，第25頁
6. ↑  Morton 2002，第143頁
7. ↑  Morton 2002，第145頁
8. ↑  Morton 2002，第146頁
9. 1 2 3 4 5 6 7  Rooksby 2004，第10頁
10. 1 2 3 4  Taraborrelli 2002，第77頁
11. ↑  Taraborrelli 2002，第76頁
12. 1 2 3  Cross 2007，第26頁
13. 1 2  Morton 2002，第158頁
14. 1 2 3 4 5 6 7  瑪丹娜 (瑪丹娜專輯)在Allmusic上的頁面. [2009-09-04].
15. 1 2 3 4 5 6 7 8  Rooksby 2004，第11頁
16. 1 2 3  Fouz-Hernández & Jarman-Ivens 2004，第67頁
17. 1 2 3 4 5 6  Rooksby 2004，第12頁
18. 1 2 3  Cinquemani, Sal. . Slant Magazine. 2001-09-09  [2009-09-08]. （原始内容存档于2012-10-04）.
19. ↑  . CD Liner Credits: Warner Brothers Records. copyright 1982/1983: CD Booklet.
20. 1 2 3  Rooksby 2004，第13頁
21. 1 2  Rooksby 2004，第14頁
22. 1 2  Lamb, Bill. . About.com. The New York Times Company. 1983–2008  [2009-09-08]. （原始内容存档于2013-05-21）.
23. 1 2  Paoletta, Michael. . Billboard (New York: Nielsen Business Media, Inc). 2001-08-18, 113 (33)  [2010-03-11]. ISSN 0006-2510.
24. 1 2 3  Farber, Jim. . Entertainment Weekly (Time Inc.). 2001-07-20  [2009-09-16]. （原始内容存档于2012-10-11）.
25. 1 2  Ross, Jonathan. . Q magazine. July 2001: 131. ISSN 0955-4955.
26. 1 2  Christgau, Robert. . RobertChristgau.com. 1983  [2009-09-08]. （原始内容存档于2011-06-06）.
27. ↑  . Rolling Stone. Jann Wenner.   [2012-01-07]. （原始内容存档于2013-11-19）.
28. 1 2  Shewey, Don. . Rolling Stone. 1983-09-29, (405).
29. ↑  . Entertainment Weekly. Time Inc.   [2010-01-03]. （原始内容存档于2012-05-11）.
30. ↑  Shewey, Don. . Rolling Stone (Jann Wenner). 1983-09-29  [2009-09-08]. （原始内容存档于2012-10-28）.
31. 1 2  Azerrad, Michael; DeCurtis, Anthony. . Rolling Stone (565). 1989-11-16: 53  [2011-08-20]. （原始内容存档于2011-04-24）.
32. ↑  .   [2013-05-07]. （原始内容存档于2012-05-29）.
33. ↑  . Billboard (Nielsen Business Media, Inc). 1983-11-05, 89 (9): 43. ISSN 0006-2510.
34. 1 2  . Billboard (Nielsen Business Media, Inc). 1984-10-20, 90 (32): 56. ISSN 0006-2510.
35. 1 2  . Billboard (Nielsen Business Media, Inc). 1984-10-20, 90 (32): 58. ISSN 0006-2510.
36. ↑  Metz & Benson 1999，第111頁
37. ↑  . Billboard (Nielsen Business Media, Inc). 1985-12-28, 97 (52). ISSN 0006-2510.
38. 1 2  . Recording Industry Association of America. 2000-10-03  [2010-03-11]. （原始内容存档于2012-03-15）.
39. ↑  Grein, Paul. . Yahoo!. 2010-08-12  [2010-08-12]. （原始内容存档于2010-10-24）.
40. ↑  . RPM. RPM Music Publications Ltd. 1984-03-10  [2010-03-11]. （原始内容存档于2016-04-25）.
41. ↑  . RPM. RPM Music Publications Ltd. 1984-04-14  [2010-03-11]. （原始内容存档于2016-04-25）.
42. ↑  . RPM. RPM Music Publications Ltd. 1984-08-04  [2010-03-11]. （原始内容存档于2016-04-25）.
43. 1 2  . RPM. RPM Music Publications Ltd. 1984-11-17  [2010-03-11]. （原始内容存档于2016-02-16）.
44. ↑  . RPM. RPM Music Publications Ltd. 1985-03-30  [2010-03-11]. （原始内容存档于2016-04-25）.
45. ↑  . RPM. RPM Music Publications Ltd. 1985-01-05  [2010-03-11]. （原始内容存档于2016-04-25）.
46. 1 2 3 4 5 6 7  . The Official Charts Company. Chartstats.com.   [2010-03-11]. （原始内容存档于2012-07-30）.
47. 1 2 3 4  . British Phonographic Industry. 1985-12-18  [2010-03-11]. （原始内容存档于2013-01-11）.
48. 1 2 3 4 5  Kent, David.  (doc). Australian Chart Book, St Ives, N.S.W. 1993. ISBN 0-646-11917-6.
49. 1 2 3 4  . Ultratop 50. Hung Medien.   [2010-03-11]. （原始内容存档于2012-10-18）.
50. 1 2 3 4  Morton 2002，第89頁
51. 1 2  . Syndicat National de l'Édition Phonographique.   [2010-03-11]. （原始内容存档于2009-06-01）.
52. 1 2  Scapolo, Dean.  Illustrated. Maurienne House. 2007. ISBN 978-1-877443-00-8.
53. 1 2  . International Federation of the Phonographic Industry.   [2011-08-17]. （原始内容存档于2012-03-18）.
54. 1 2  . Bundesverband Musikindustrie.   [2010-03-11] （德语）.
55. 1 2  Salaverri, Fernando.  1st. Spain: Fundación Autor-SGAE. September 2005. ISBN 84-8048-639-2.
56. ↑  Finn, Natalie. . E! Online. E!. E! Entertainment Television, Inc. 2007-10-10  [2010-11-03].
57. ↑  Morton 2002，第332頁
58. ↑  Fouz-Hernández & Jarman-Ivens 2004，第66頁
59. ↑  Morton 2002，第756頁
60. ↑  . Billboard. Nielsen Business Media, Inc. 1984-02-04  [2009-07-03]. （原始内容存档于2014-07-05）.
61. ↑  . The Official Charts Company. Chartstats.com.   [2009-07-03]. （原始内容存档于2013-11-10）.
62. ↑  Trust, Gary. . Billboard (Prometheus Global Media). 2010-03-10: 2  [2011-07-22]. （原始内容存档于2018-06-13）.
63. 1 2 3  Madonna > Charts & Awards > Billboard Singles在Allmusic上的頁面. [2009-05-26].
64. ↑  Cross 2007，第29頁
65. ↑  .   [2014-12-04]. （原始内容存档于2015-03-11）.
66. ↑  .   [2014-12-04]. （原始内容存档于2015-03-11）.
67. ↑  Dean 2003，第523頁
68. ↑  Staff, Blender. . Blender. Alpha Media LLC. 2009-04-01  [2009-07-20]. （原始内容存档于2010-12-28）.
69. ↑  Voller 1999，第33頁
70. ↑  Mitchell, John. . MTV. MTV Networks. 2012-04-19  [2012-04-20]. （原始内容存档于2013-10-12）.
71. ↑  Sherman, Heidi. . Spin (Spin Media LLC). July 2001, 17 (7). ISSN 0886-3032.
72. ↑  Benstock & Ferriss 1994，第169頁
73. ↑  Grein, Paul. . Billboard (New York: Nielsen Business Media, Inc). 1986-03-22, 98 (12)  [2010-01-21]. ISSN 0006-2510.
74. ↑  McCullaugh, Jim. . Billboard (New York: Nielsen Business Media, Inc). 1985-11-23, 97 (47): 14  [2010-01-21]. ISSN 0006-2510.
75. ↑  . Billboard (Nielsen Business Media, Inc). 1985-12-28, 97 (52)  [2010-08-25]. ISSN 0006-2510. （原始内容存档于2020-06-07）.
76. 1 2  . Billboard (New York: Nielsen Business Media, Inc). 1984-12-01, 96 (50): 76  [2010-01-21]. ISSN 0006-2510.
77. ↑  McCormick, Moira. . Billboard (Nielsen Business Media, Inc). 1985-03-23, 97 (12): 64. ISSN 0006-2510.
78. ↑  Strong 2002，第345頁
79. ↑  Morton 2002，第159頁
80. 1 2  Clerk 2002，第42頁
81. ↑  Batchelor & Stoddart 2007，第117頁
82. ↑  Kellner 1995，第269頁
83. 1 2  Fouz-Hernández & Jarman-Ivens 2004，第59–61頁
84. ↑  Skow, John. . 時代雜誌 (Time Inc). 1985-05-27: 1  [2010-03-10]. （原始内容存档于2008-10-20）.
85. ↑  Walter, Barry. . Spin (Spin Media LLC). April 1998, 14 (4). ISSN 0886-3032.
86. ↑  Voller 1999，第30頁
87. ↑  Reporter, Herald Sun. . Herald Sun (The Herald and Weekly Times). 2008-03-12  [2010-05-15]. （原始内容存档于2011-06-14）.
88. 1 2   (Liner notes) (音像媒体说明). Sire Records, Warner Bros. Records. 1983. 已忽略未知参数|publisherid= (帮助); 已忽略未知参数|artist=（建议使用|others=） (帮助)
89. ↑   (UK 12-inch Single liner notes). Madonna. Sire Records. 1985. W 8881 T.
90. ↑   (European 12-inch Single liner notes). Madonna. Sire Records. 1985. 928 881-7.
91. 1 2   (Liner notes) (音像媒体说明). Sire Records, Warner Bros. Records. 1985. 已忽略未知参数|publisherid= (帮助); 已忽略未知参数|artist=（建议使用|others=） (帮助)
92. ↑   (Liner notes) (音像媒体说明). Sire Records, Warner Bros. Records. 1985. 已忽略未知参数|publisherid= (帮助); 已忽略未知参数|artist=（建议使用|others=） (帮助)
93. ↑   (Liner notes) (音像媒体说明). Sire Records, Warner Bros. Records. 1985. 已忽略未知参数|publisherid= (帮助); 已忽略未知参数|artist=（建议使用|others=） (帮助)
94. ↑   (Liner notes) (音像媒体说明). Warner Bros. Records. 2001. 已忽略未知参数|publisherid= (帮助); 已忽略未知参数|artist=（建议使用|others=） (帮助)
95. ↑   (Liner notes) (音像媒体说明). Warner Bros. Records. 2005. 已忽略未知参数|publisherid= (帮助); 已忽略未知参数|artist=（建议使用|others=） (帮助)
96. ↑   (Liner notes) (音像媒体说明). Warner Bros. Records, Rhino Entertainment. 2012. 已忽略未知参数|publisherid= (帮助); 已忽略未知参数|artist=（建议使用|others=） (帮助)
97. ↑   (Compact disc liner notes) (音像媒体说明). Sire Records: 9. 1983. 923 867-2. 已忽略未知参数|artist=（建议使用|others=） (帮助)
98. ↑  Okamoto, Satoshi. . Roppongi, Tokyo: Oricon Entertainment. 2006: 349. ISBN 4-87131-077-9.
99. ↑  . RPM. RPM Music Publications Ltd.   [2009-10-08]. （原始内容存档于2012-10-17）.
100. ↑  . Media Control Charts. Musicline.de. 1984–2009  [2009-05-26]. （原始内容存档于2009-05-27）.
101. ↑  . Federation of the Italian Music Industry. 1984–1998  [2009-06-02]. （原始内容存档于2016-03-03）.
102. ↑  單曲在荷蘭單曲榜Dutch Top 40的最高排名:
  - MegaCharts (14 April 1984). Holiday （页面存档备份，存于）. Retrieved 18 October 2012.
  - MegaCharts (15 March 1986). Borderline （页面存档备份，存于）. Retrieved 18 October 2012.
103. ↑  . Swiss Music Charts. Hitparade.ch at Hung Medien.   [2009-06-02]. （原始内容存档于2016-04-26）.
104. ↑  Trust, Gary. . Billboard (Nielsen Business Media, Inc). 2009-09-15  [2009-10-08]. （原始内容存档于2015-12-13）.
105. ↑  . Recording Industry Association of America. 1998-10-22  [2009-06-03]. （原始内容存档于2015-09-24）.
106. ↑  Grant & Neupert 2003，第9頁

## 外部連結
- Madonna.com > Discography(音樂作品) > Madonna